# Third-Person-Effekt
Der Third-Person-Effekt (engl. für Effekt der dritten Person) ist ein medienpsychologisches Phänomen verzerrter Wahrnehmung. Der Effekt beschreibt die Tendenz zu glauben, dass die Massenmedien andere stärker beeinflussen als einen selber. Er tritt bei negativem oder unerwünschtem Medieneinfluss (etwa bei Gewaltdarstellungen) und bei unspezifizierten Vergleichspersonen (nicht bei konkreten, bekannten Personen) auf.

## Allgemeines
Der Third-Person-Effekt kann sich auf menschliches Verhalten und gesellschaftliche Prozesse auswirken, beispielsweise durch Maßnahmen zur Erziehung von Kindern und Jugendlichen oder den Ruf nach Zensur, die auf der Annahme beruhen, dass „Dritte“ von den Medien besonders stark beeinflusst werden und deshalb besonderer Schutzmaßnahmen bedürften.
Der Third-Person-Effekt wurde von W. Phillips Davison im Jahr 1983 erstmals anhand anekdotischer Evidenz beschrieben. Seither untermauerten zahlreiche Studien Davisons Überlegungen mit empirischen Daten. Der Third-Person-Effekt weist zudem Bezüge zu anderen Theorien menschlichen Verhaltens und der Medienwirkungsforschung auf, beispielsweise zur Theorie der Schweigespirale.

## Nomenklatur
In der Literatur wird der beschriebene Effekt auch unter anderen Namen geführt. Anscheinend hat sich im deutschen Sprachraum bis heute keine einheitliche Bezeichnung durchgesetzt. So schreibt Michael Schenk in seinem Standardwerk Medienwirkungsforschung vom Dritt-Personen-Effekt.
Weitere Bezeichnungen sind:
- Andere-Leute-Effekt[7]
- Third-Person-Phänomen[8]

Bezeichnungen wie Second-Person-Effekt oder Dritt-Personen-Wahrnehmung (engl. Third-Person Perception) sind keine abweichenden Bezeichnungen, sondern bezeichnen Elemente innerhalb der Theorie des Third-Person-Effekts.

## Erweiterung der Hypothese

### First-Person-Effekt
Der First-Person-Effekt bezeichnet ein Phänomen, bei dem sich das Verhältnis von Selbst- und Fremdwahrnehmung umgekehrt zum Third-Person-Effekt verhält (daher auch umgekehrter Third-Person-Effekt genannt). Das bedeutet, dass Menschen den Einfluss der Massenmedien auf sich selbst größer einschätzen als den Einfluss auf andere. Dieser Effekt tritt vor allem bei Medieninhalten auf, deren Einfluss als positiv angesehen wird und vom Rezipienten erwünscht ist.
Der First-Person-Effekt ist momentan in der Wissenschaft eher als Nebeneffekt des Third-Person-Effekts zu finden, da er wesentlich seltener auftritt und bisher kaum untersucht wurde.